# Opsiphanes
Genre
Opsiphanes est un genre d'insectes lépidoptères (papillons) de la famille des Nymphalidae, de la sous-famille des Morphinae, de la tribu des Brassolini et de la sous-tribu des Brassolina.

## Répartition et habitat
Ils résident en Amérique centrale et en Amérique du Sud.

## Systématique
- Le genre Dynastor a été décrit par l’entomologiste anglais Edward Doubleday en 1849.
- L'espèce type pour le genre est Opsiphanes sallei Doubleday

### Synonymes
- Caligo Boisduval, 1870[1]
- Anthomantes Gistel, 1848[2]

### Taxinomie
Liste des espèces
- Opsiphanes bogotanus Distant, 1875 ; présent au Costa Rica, en Colombie et en Équateur
- Opsiphanes boisduvallii Doubleday, [1849] ; présent au Mexique et au Honduras
- Opsiphanes camena Staudinger, [1886] ; présent en Colombie
- Opsiphanes cassiae (Linnaeus, 1758) ; présent au Mexique, au Panama, en Colombie, en Bolivie, en Équateur, au Brésil et au Surinam.
- Opsiphanes cassina C. & R. Felder, 1862 ; présent au Mexique, au Panama, au Nicaragua, au Guatemala, en Colombie, en Équateur, au Pérou, au Brésil et au Surinam
- Opsiphanes invirae (Hübner, [1808]) ; présent au Honduras, au Panama, au Costa Rica, en Colombie, en Bolivie, en Équateur, au Paraguay, au Pérou, au Brésil, au Guyana et en Guyane.
- Opsiphanes mutatus Stichel, 1902 ; présent en Bolivie, en Équateur et au Pérou.
- Opsiphanes quiteria (Stoll, [1780]) ; présent au Honduras, au Panama, au Costa Rica, en Colombie, en Bolivie, en Équateur, au Pérou, au Paraguay, en Argentine, au Brésil et au Surinam.
- Opsiphanes sallei Doubleday, [1849] ; présent au Venezuela, en Colombie, en Bolivie et au Pérou.
- Opsiphanes tamarindi C. & R. Felder, 1861 ; présent au Mexique, au Honduras, au Panama, en Colombie, au Venezuela, en Équateur et au Pérou.
- Opsiphanes zelotes Hewitson, 1873 ; présent au Panama et en Colombie[3].

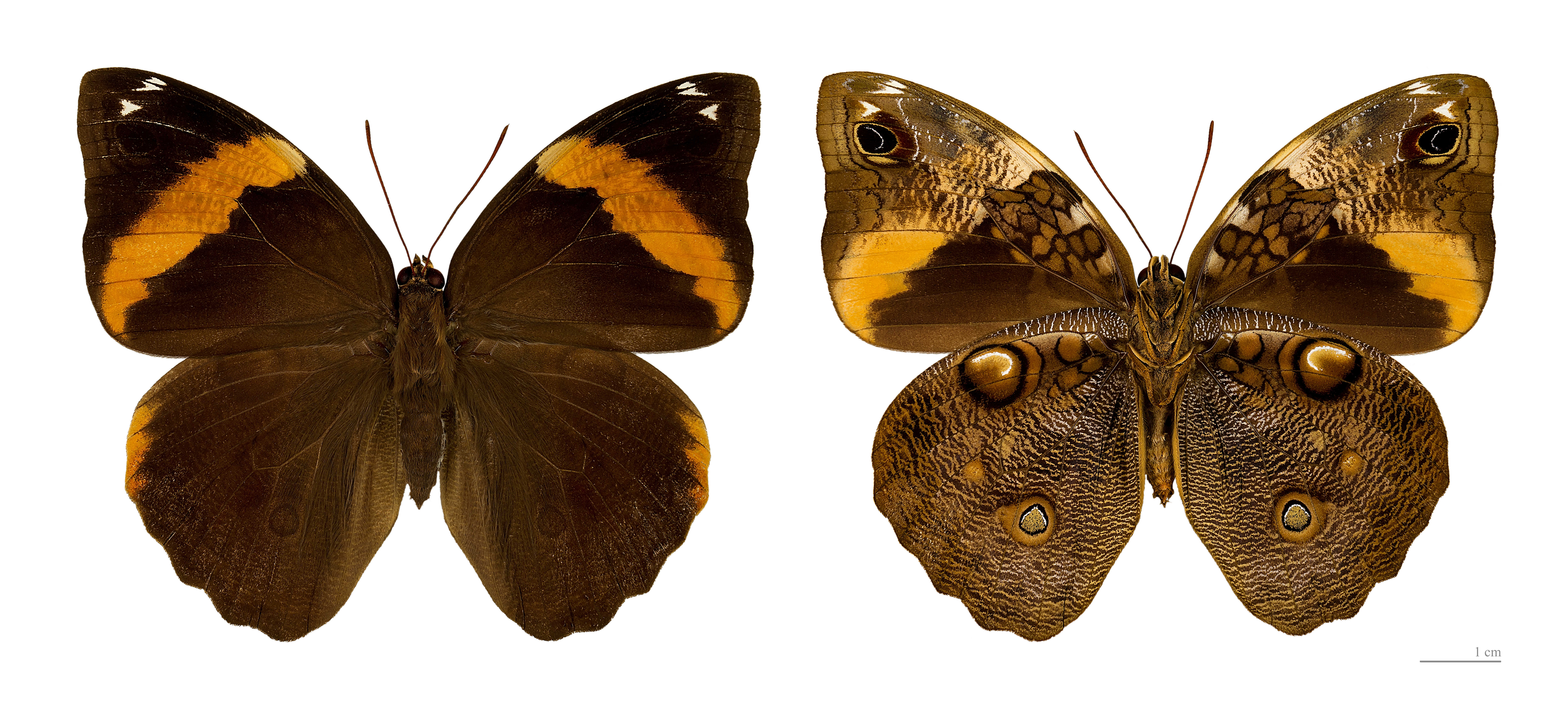
Opsiphanes cassiae.
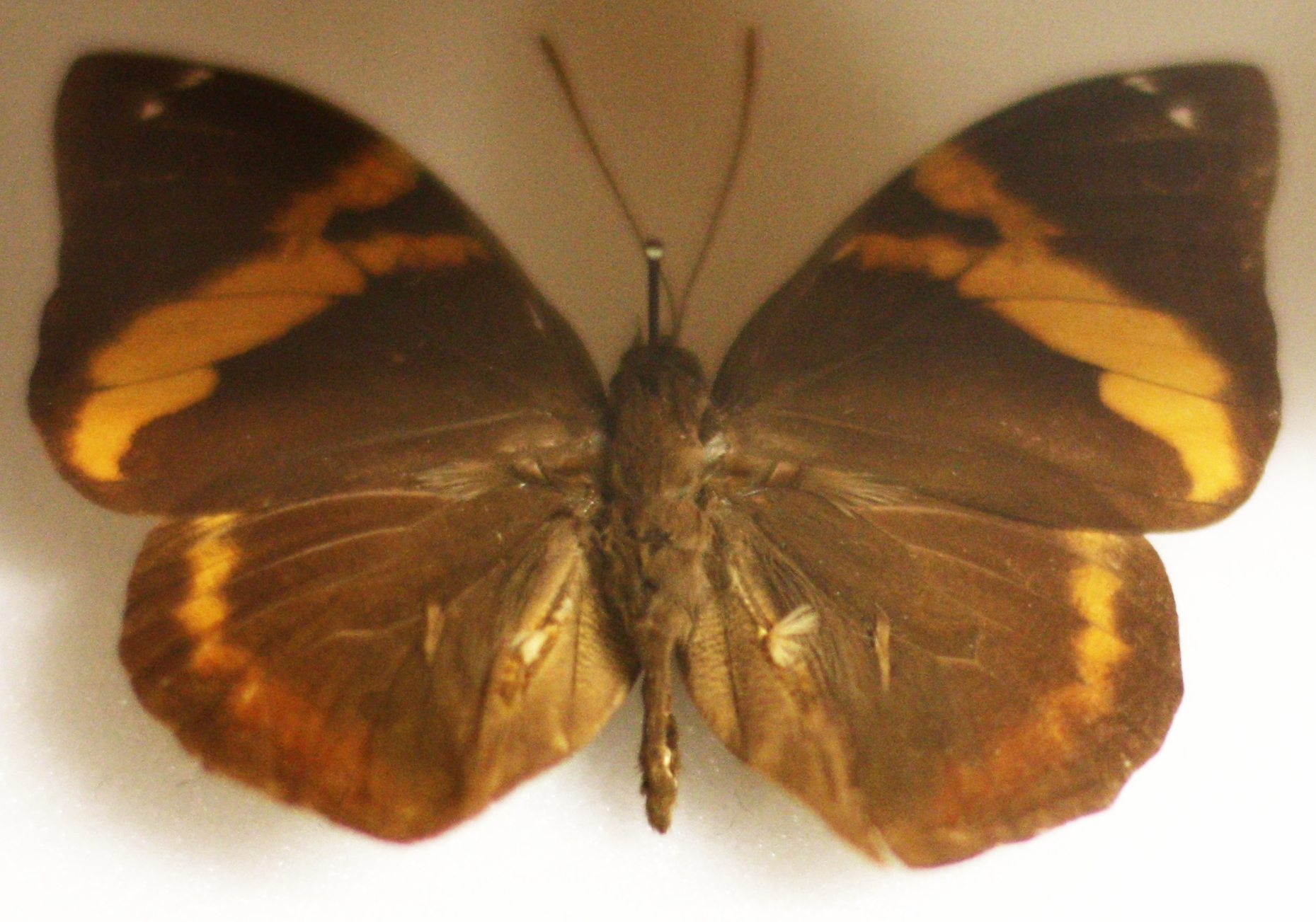
Opsiphanes cassina.
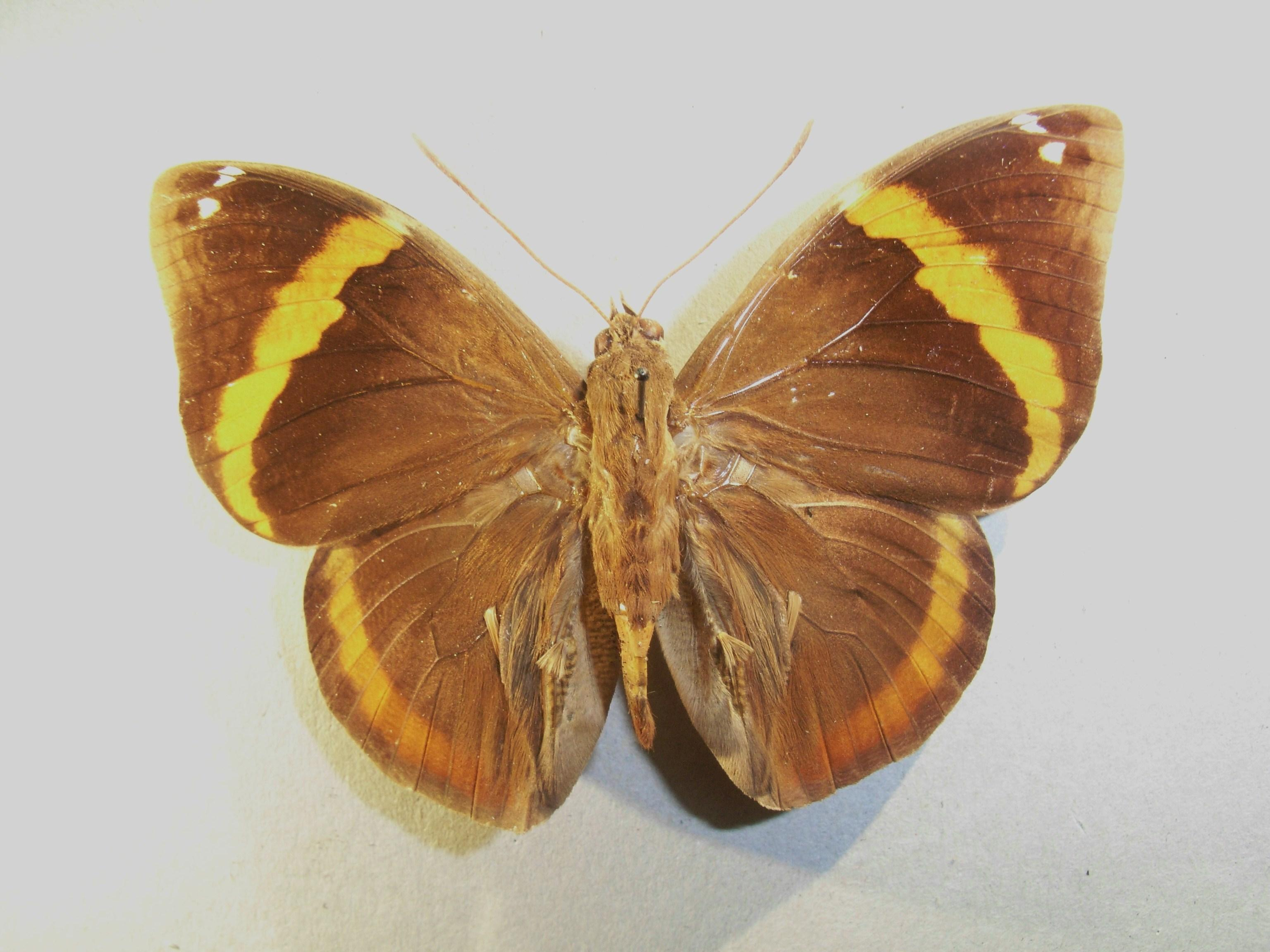
Opsiphanes invirae.
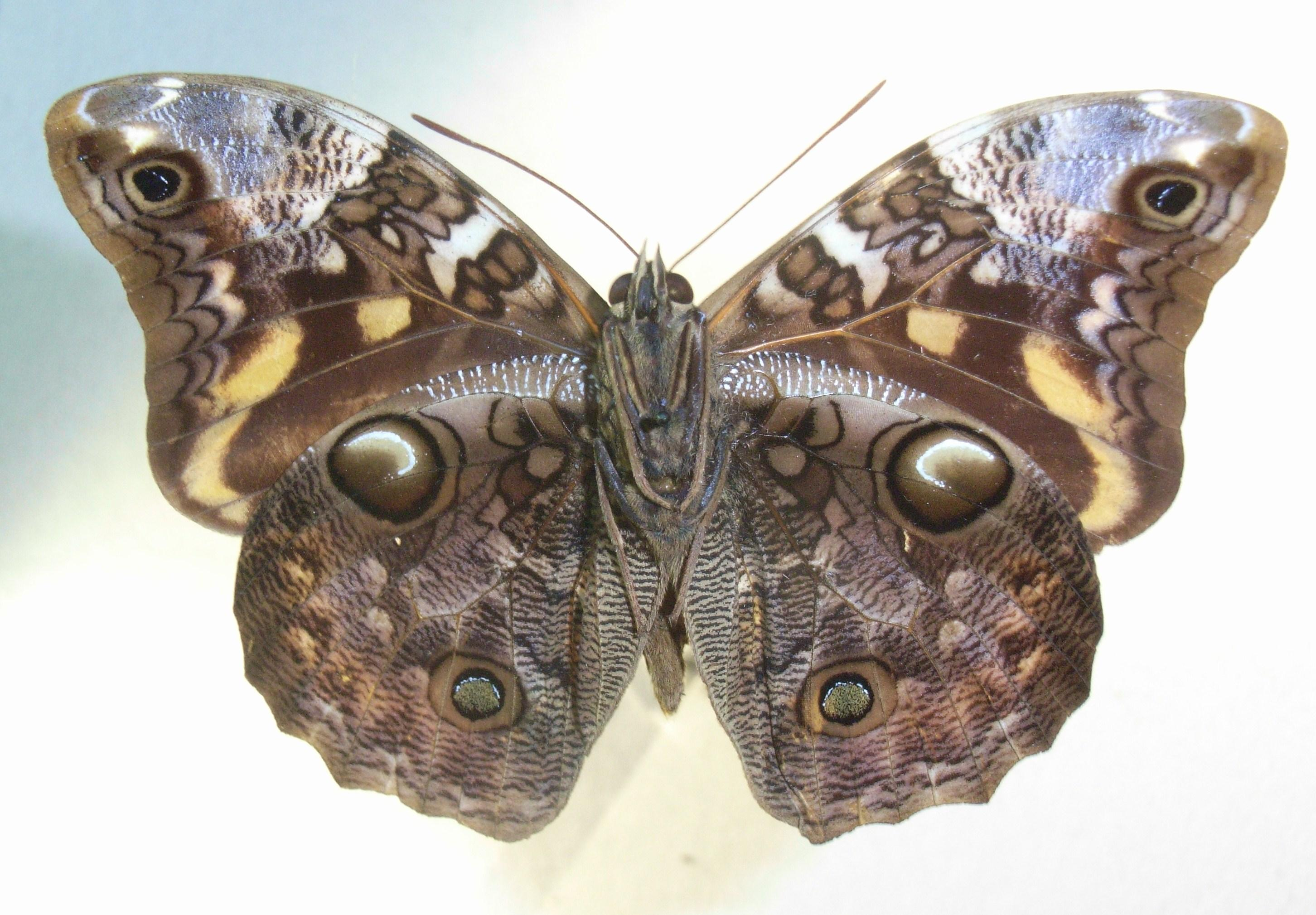
Opsiphanes sallei △